# Microsoft Band
Microsoft Band ist eine Smartwatch mit Fitnesstracker-Funktion, welche von Microsoft entwickelt und am 29. Oktober 2014 in begrenzter Stückzahl in den USA veröffentlicht wurde. Microsoft Band wurde nur kurze Zeit angeboten, da das Gerät bereits am ersten Verkaufstag sowohl im Internet als auch in den meisten stationären Geschäften ausverkauft war. Aufgrund der hohen Nachfrage soll das Gerät aber bald wieder im Microsoft Store und amerikanischen Handel verfügbar sein. Die Uhr verfügt über zehn Sensoren, wie einen optischen Herzfrequenzmesser, GPS und UV-Sensor.  Die Akkulaufzeit der Batterie von Microsoft Band beträgt zwei Tage.
Für die Nutzung des Gerätes wird teilweise auf die App Microsoft Health zurückgegriffen, welche sowohl für Windows Phone 8.1, Android 4.3+, als auch iOS 7.1+ verfügbar ist, sofern Bluetooth verfügbar ist.  Microsoft Band verfügt über bereits vorinstallierte Apps mit Live-Tiles wie Bewegungssensor, UV, Alarm, Timer, Anrufe, Nachrichten, Kalender, Facebook, Wetter und vieles mehr.  Sobald Band mit einem Windows Phone 8.1 Gerät verbunden wird, ist zudem der Assistenzdienst Cortana verfügbar, wobei für einige Funktionen von Cortana weiterhin ein Smartphone benötigt wird. Zudem bietet Band eine Nachrichtenfunktion, welches die aktuellen Neuigkeiten im Notifications Center Tile anzeigt.
Sensoren:
Das Microsoft Band verfügt über 10 Sensoren, obwohl nur 8 davon auf der Microsoft Produktseite dokumentiert wurden:
1. Optischer Herzfrequenzmesser
2. 3-Achsen-Beschleunigungsmesser
3. Gyrometer
4. GPS
5. Mikrofon
6. Umgebungslichtsensor
7. Elektrodermaler Aktivitätssensor
8. UV-Sensor
9. Haut Thermometer
10. Kapazitiver Sensor

## Nachfolger
Der Nachfolger Microsoft Band 2 wurde am 30. Oktober 2015 in den USA veröffentlicht. Seit dem 12. November ist das Band 2 in Australien und seit dem 19. November in Großbritannien als erstem Land der EU erhältlich. Die Markteinführung in Kanada erfolgte am 20. November 2015. Gegenüber der ersten Version enthält das Band 2 zusätzlich ein Barometer, womit sich die Anzahl der Sensoren auf elf erhöht. Am 14. Dezember 2015 wurde von Microsoft eine Ladestation für Band 2 vorgestellt.